# 赤穗城
赤穗城（日语：／ Akō-jō *）是位於日本兵庫縣赤穗市的城，別名加里屋城、大鷹城、掻上城、蓼城。以故事《忠臣藏》的舞台而聞名。江戶時代時，是赤穗藩的藩廳所在地。赤穗城為日本100名城之一，也是國之史跡和國指定名勝。

## 歷史

### 加里屋城・大鷹城時期
享德年間，赤松滿祐一族的岡光景建設加里屋城。另一說是於文正元年（1466年）至文明15年（1483年）間，由岡光廣構築而成。本來岡氏將該城視為根據地岡城或是位在東有年的鍋子城之支城，但隨著三角洲地區的發展，該城成為戰略和經濟上的要點。此後，城下創建大蓮寺和萬福寺，逐漸形成寺町的樣貌。
天正14年（1586年），生駒親正受羽柴秀吉的命令由伊勢國神戶轉至赤穗。翌年，親正即轉至讚岐，赤穗變為宇喜多秀家的所領，由秀家的家臣津浪法印作為代官管轄赤穗。
慶長5年（1600年），宇喜多氏在關原之戰敗北，池田輝政受封播磨52萬石。由其弟池田長政擔任赤穗領主，並築陣屋形式的大鷹城。同20年（1615年），池田政綱領3萬5千石入封，設立赤穗藩，並建大書院、玄關、大廳、土藏。寛永8年（1631年），藩主改由池田輝興擔任，後建造金間、多門、櫓、馬屋。

### 赤穗城時期
正保2年（1645年），笠間藩藩主淺野長直入封至赤穗。慶安元年（1648年），向幕府提出建築新城的請求，在獲得許可後開始築城，歷時13年才得以完工。設計主要由學習甲州流軍學的家老近藤正純統籌，其中二之丸門虎口部分，軍學者山鹿素行有參與設計。該工程包括興建本丸、二之丸、三之丸、9座櫓、9座矢倉台、天守台、大小書院、大廳、玄關等設施，與修建前相比，整體規模擴大了三倍。
元祿14年（1701年），因赤穗事件的關係，淺野氏遭改易，赤穗城暫由龍野藩藩主脇坂安照掌管。翌年，由下野烏山轉封至此的永井直敬接任藩主。寶永3年（1706年），森長直從備中西江原入城。森氏經12代的治理直到明治維新。
昭和46年（1971年）年，城跡被列為國之史跡。平成14年（2002年）年，本丸庭園和二之丸庭園被選為國指定名勝。同18年（2006年），被選為日本100名城（60號）。

## 位置
赤穗城東鄰千種川下流部的大川，北面山崎山和雄鷹台山，南接播磨灘。江戶時期，從西北面的城下町北端開始，在備前街道向西延伸，經過帆坂峠進入備前國，並連接至山陽道。同樣地，從城下町北端開始，在姬路街道北上，並經過北方周世峠亦能連接至山陽道。

## 構造

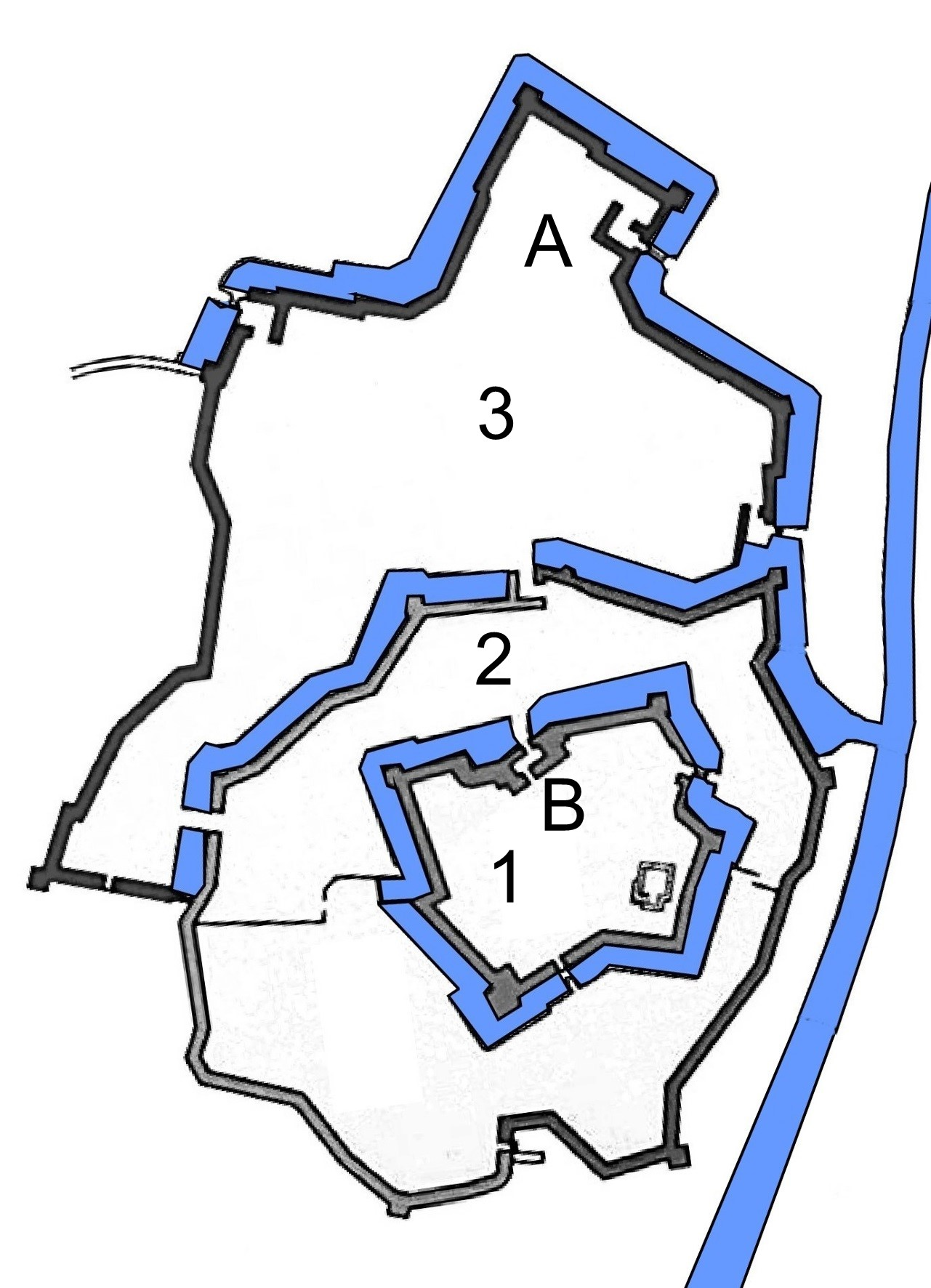
1. 本丸 2. 二之丸 3. 三之丸 A. 大手門 B. 本丸門

赤穗城為變形輪郭式構造，二之丸以同心圓狀包圍著本丸（輪郭式），前者北側配置三之丸（梯郭式）。總共設置10個櫓、12個門和5個枡形虎口。其中本丸設置1個櫓、3個門和3個枡形虎口；二之丸設置5個櫓、5個門和1個枡形虎口；三之丸設置4個櫓、4個門和1個枡形虎口。

### 本丸門
本丸門為內枡形虎口，設有一之門（櫓門）和二之門（高麗門）。一之門採用入母屋造形式，二之門採用切妻造形式。本丸門雖在廢城後拆除，但經由挖掘調查，和繪圖、照片等資料，於平成4至8年（1992年至1996年）復元完畢。

### 本丸御殿
御殿可分為表、中奧、奧。表御殿為執行公務的場所，中奧是藩主的私人空間，奧是侍女們的房間。藉由永井氏文書內的御殿平面圖，於平成元年（1989年）復原當時御殿的大體結構。

### 本丸庭園
以池泉為中心的庭園，包括御殿南面的大池泉、中奧坪庭的小池泉和西北隅的くつろぎ池泉。大池泉設有中島、入江、岬，池岸的線條結合了直線與曲線，池底以割石、砂利石、瓦堆疊而成。該池推測是建於淺野氏時期，在森氏時期時改修；小池泉由「流水池泉」與「舟狀池泉」並排，東西方向排列所組成的。
くつろぎ池泉分為四個時期：
1. 護岸皆設置礫石，呈洋梨形。最長26公尺、最寬17公尺、最深2.5公尺。
2. 東側一部份的護岸向內縮，使東岸形成岬狀。
3. 南端增設方型的小池泉，由御殿南面的大池泉經排水溝供水。另外，在該時期發現有將生活廢棄物投入池內的痕跡，包含多數的陶瓷和木製品，和記述「淺野內匠頭長矩」、「淺野釆女長友」、「大石內藏助」、「奧野將監」等的木簡。
4. 東側護岸再向內縮，整體形成細長狀，池水的深度也變淺。

推測起初該池泉作為觀賞用，之後變為本丸內和大池泉的水位調整池，或是防火用水。現今くつろぎ池泉是以1期的樣貌復元。

### 天守台
本來預計建設五層的天守，但實際並未實施該計畫，只殘留天守台遺跡。高度約有9公尺，是赤穗城內最高的石垣。

### 厩口門
淺野氏時期稱作厩口門，森氏時期稱作台所門。平成8年（1996年）的調查發現到門礎石，並判斷為高麗門。同13年（2001年），整備門、橋、土牆和周邊石垣，恢復往時的容貌。

### 刎橋門跡
位在本丸南面的門，從該門經過刎橋可通向二之丸。被稱為「非常門」或「不淨門」。根據〈赤穗加里屋城圖〉，刎橋長2間2尺、寬1間9尺。另外，由調查可知該通道是由土壘內側的腰卷石垣與合坂構成。平成9年（1997年），完成石垣和合坂等的復元工程。

### 本丸東北隅櫓
該櫓是本丸唯一的隅櫓，有長4間2尺、寬3間4尺2寸的櫓台之二重櫓。現今僅殘存一部份登上櫓台的石階，無二重櫓遺構。其餘西北隅、西南隅、厩口門南側雖有櫓台狀的石垣，但都沒有設置櫓，而是採用橫矢枡形的防禦結構。

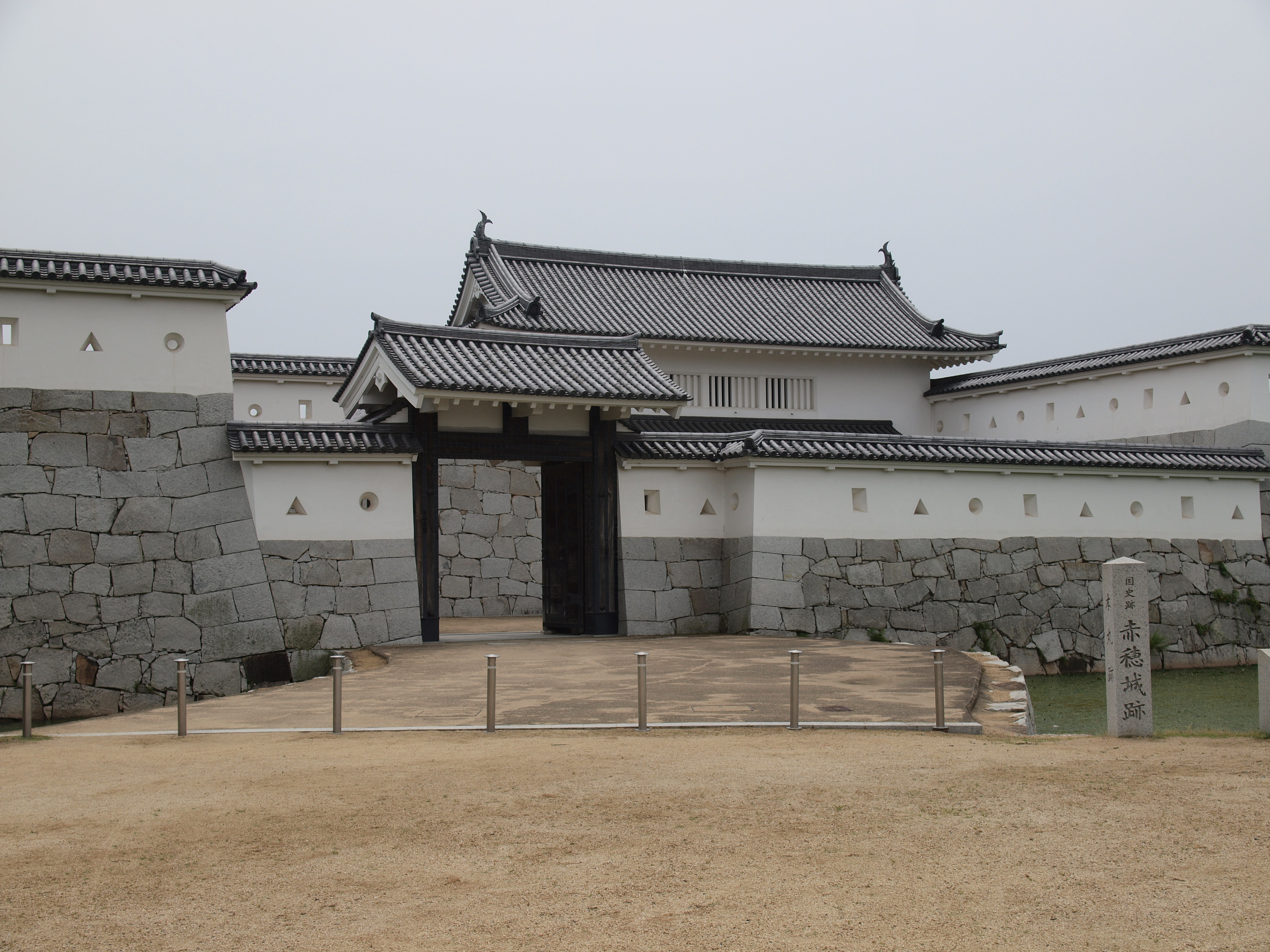
本丸門。外側為二之門，內側為一之門。
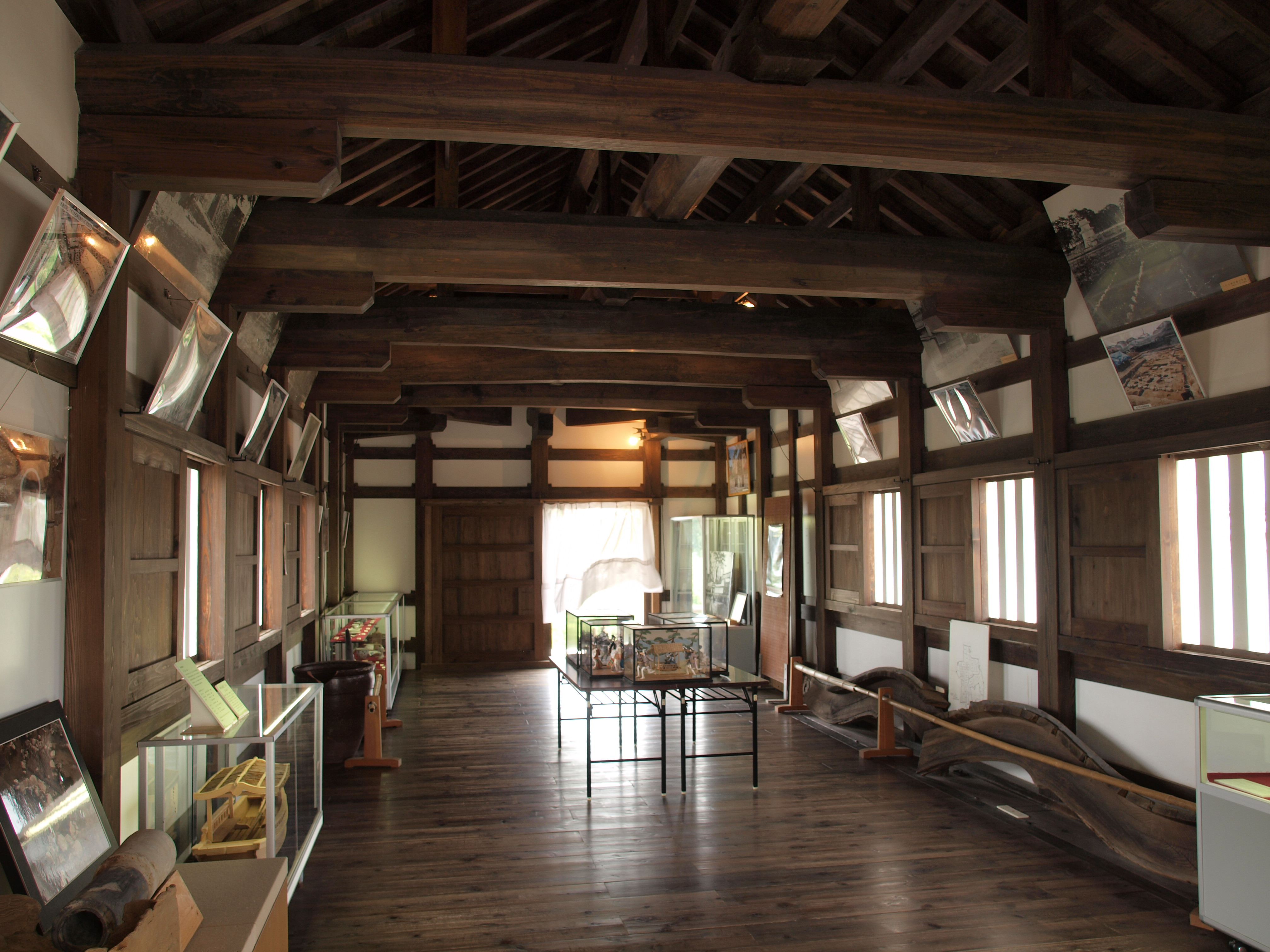
一之門內部
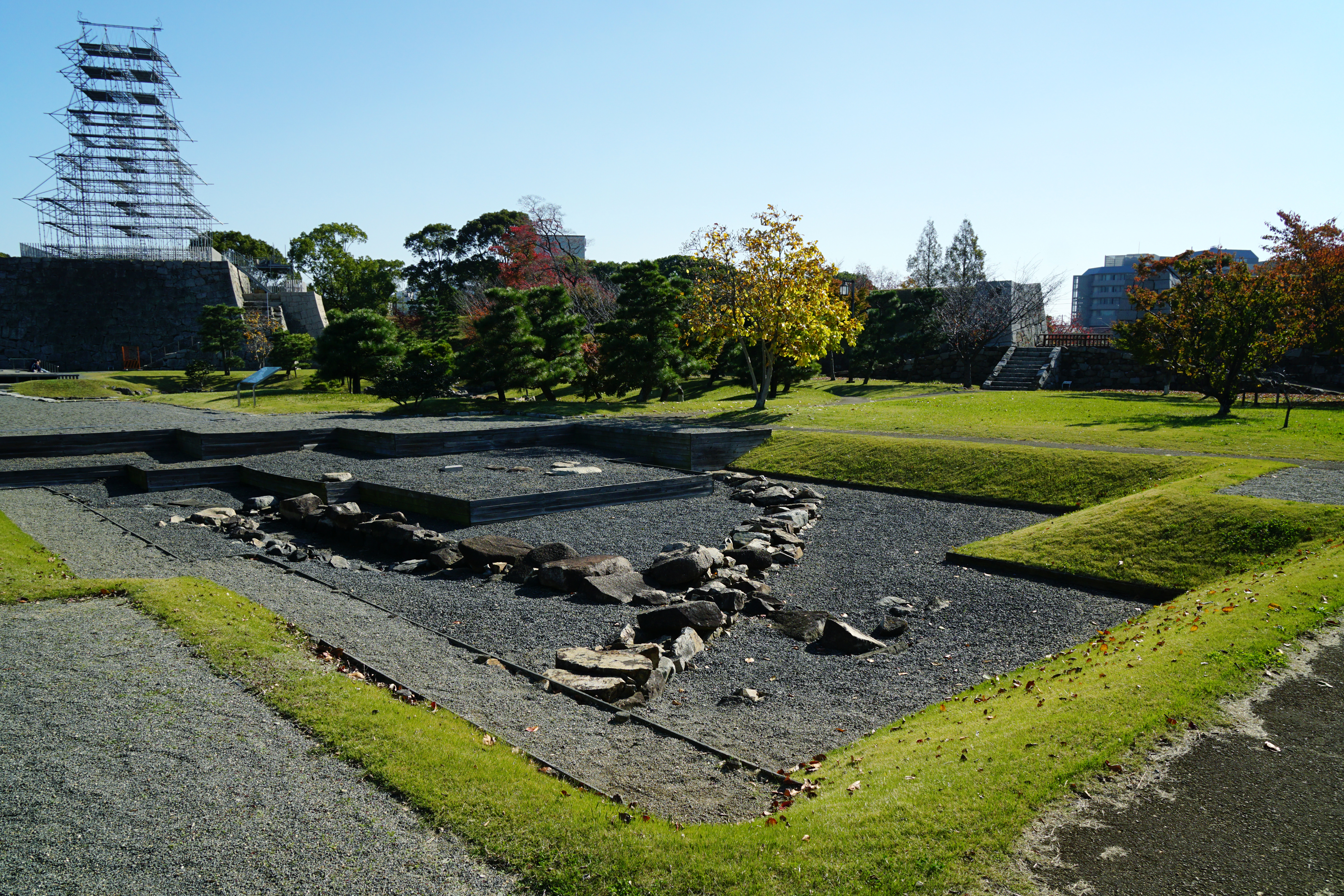
本丸御殿跡
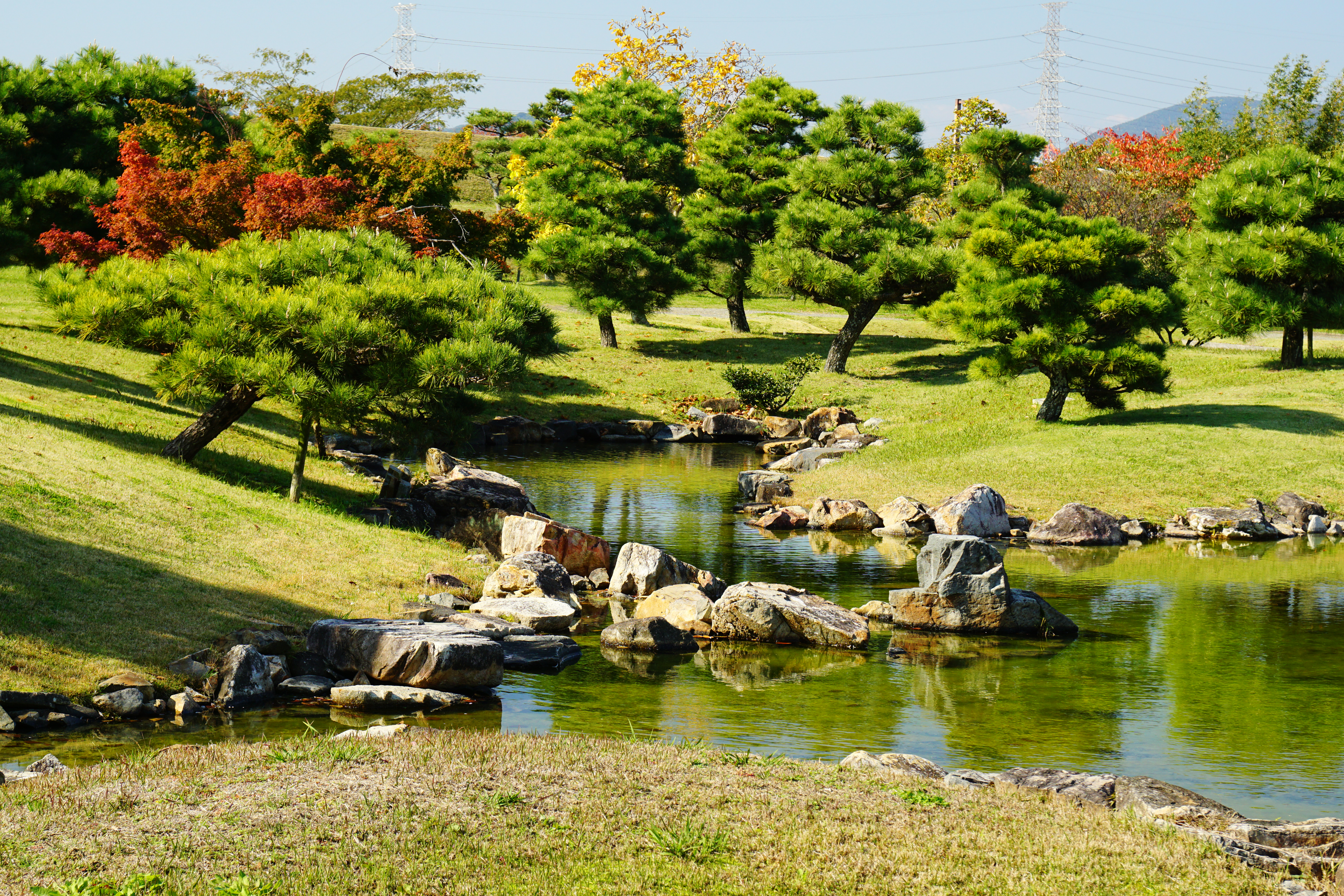
本丸庭園
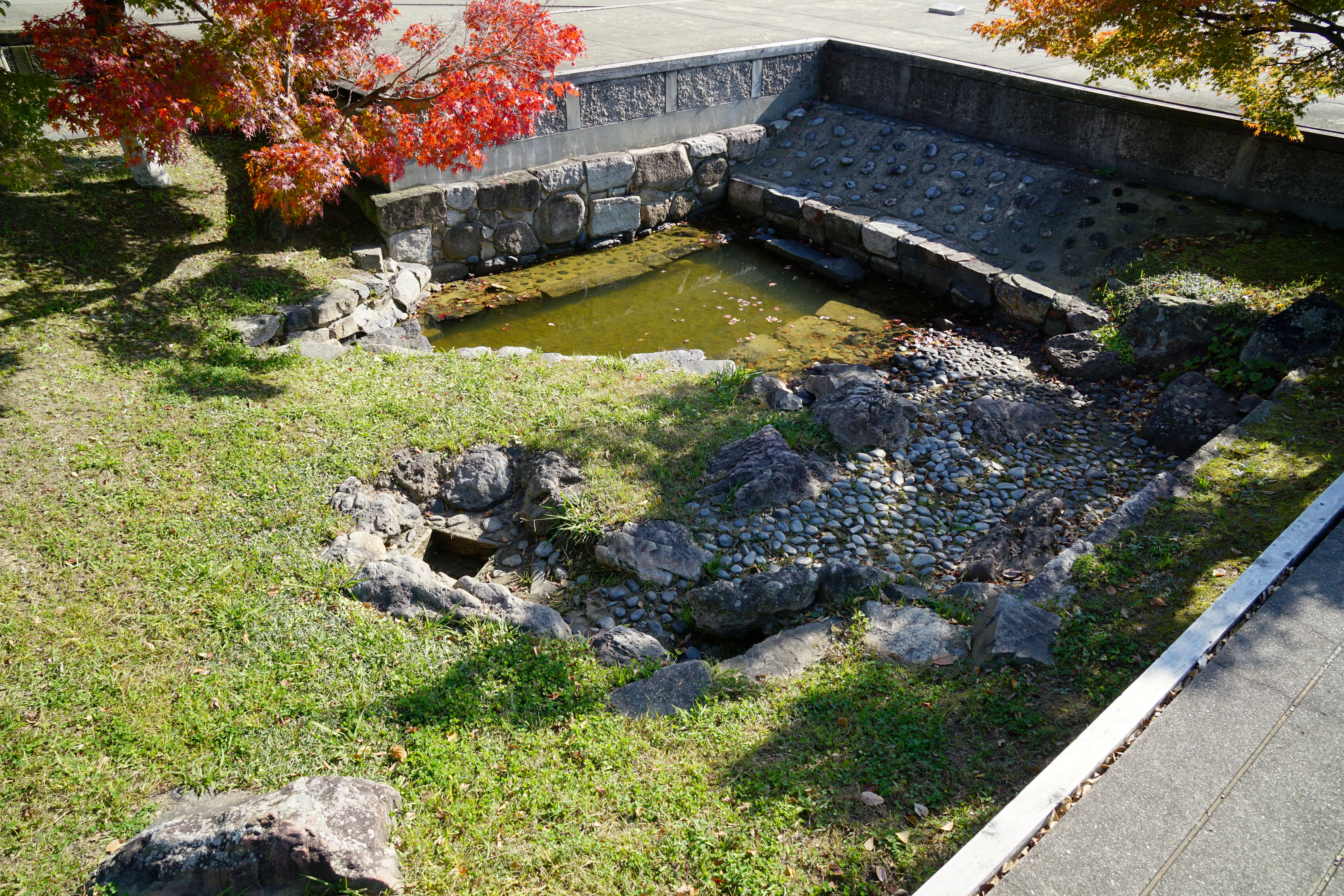
中奥坪庭的小池泉
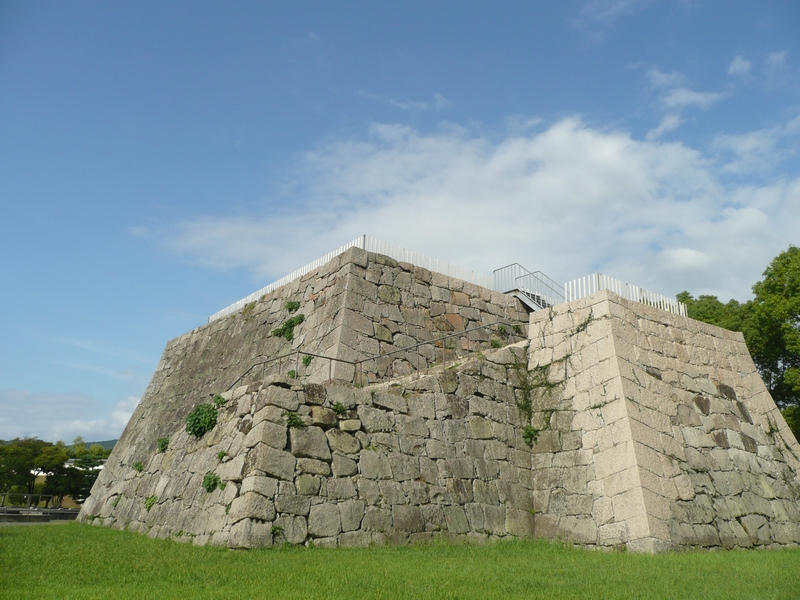
天守台
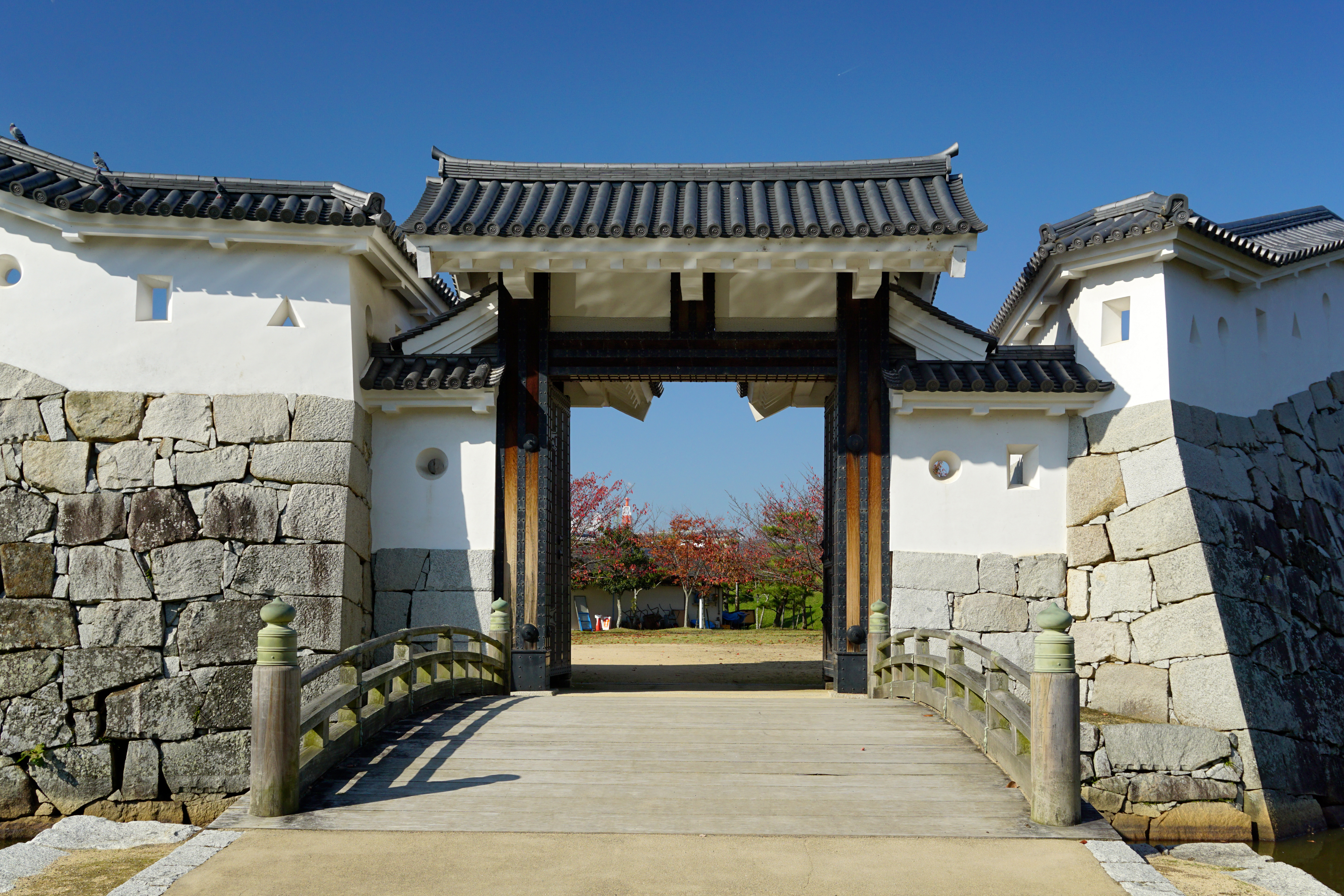
厩口門
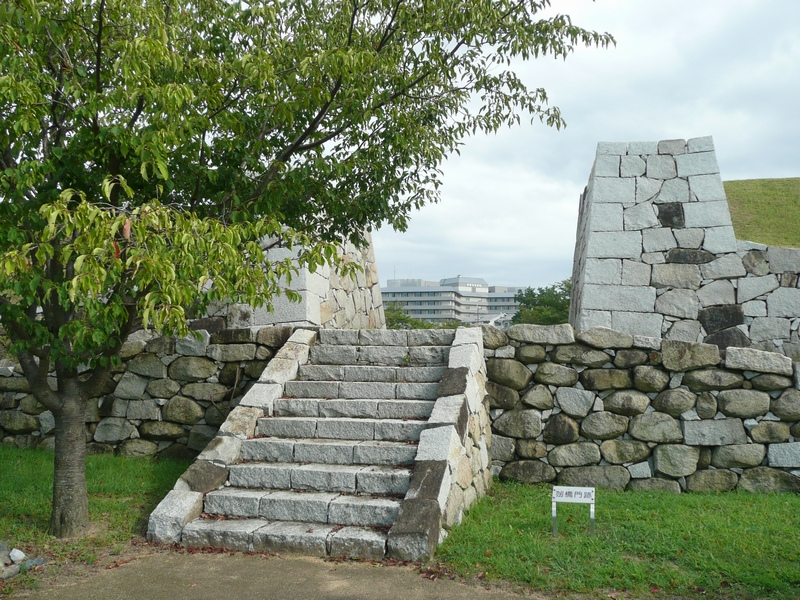
刎橋門跡
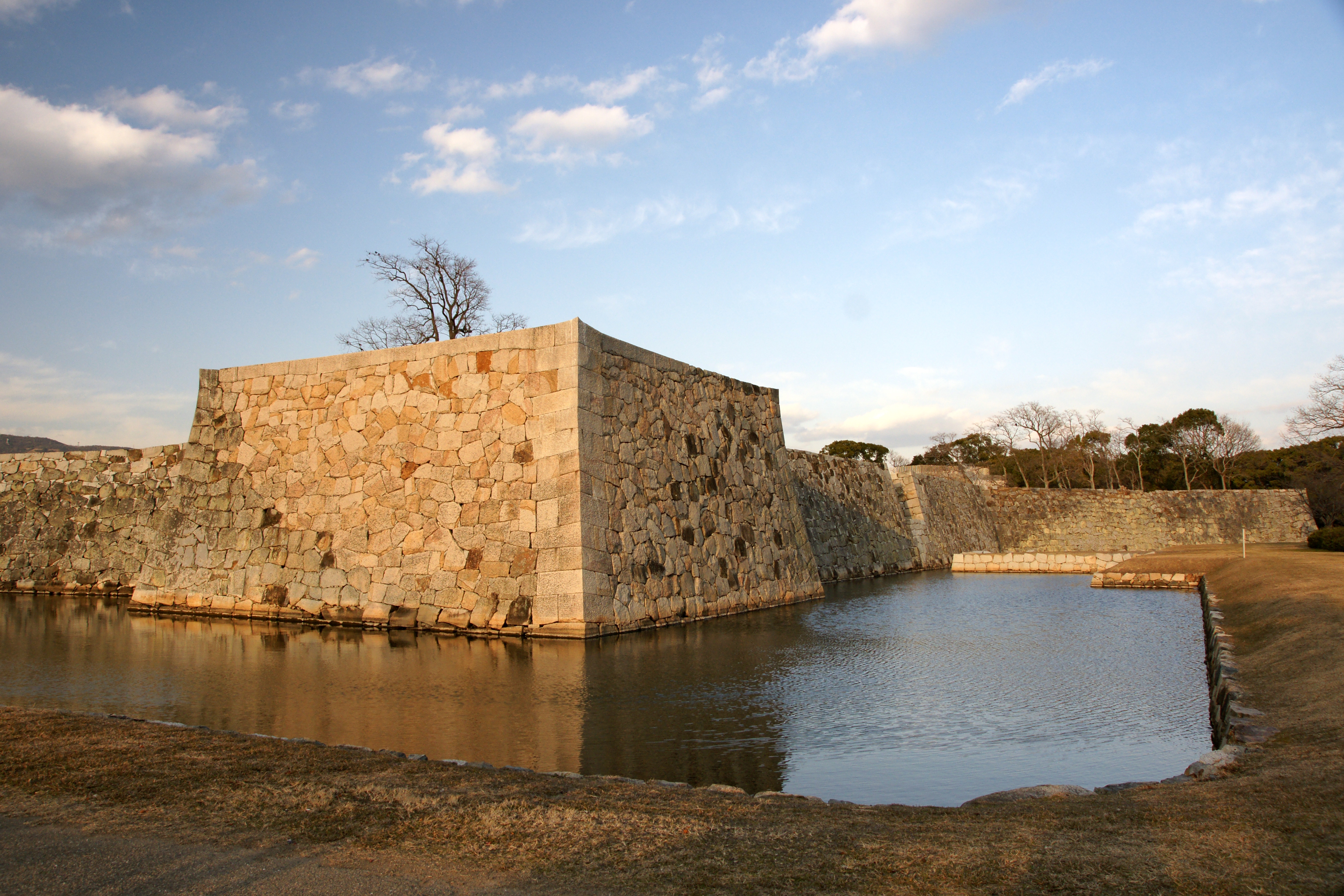
西南隅石垣跡

### 二之丸門跡
二之丸虎口在朝向西方處設置一櫓門，該門桁行4間半、梁行2間、建坪9坪，採用切妻造構造。目前門和石垣都已拆毀，僅殘留一部份的築石。

### 二之丸庭園
該庭園以名為「錦帶池」的池泉為中心而建，該池泉全長180公尺、最寬58公尺、周長540公尺、面積約2400平方公尺，範圍從大石賴母助屋敷的南面到二之丸西仕切。在靠近屋敷的部分，池泉曾進行兩次的大改修。以下是每個時期的變化： 
1. 起初，池底鋪滿玉石和板石。
2. 池泉的形狀與起初時一樣，但在池底的玉石和板石上鋪滿10公分厚的砂礫層。
3. 將護岸石向內移動，縮小池泉範圍。另外，在池的中央往更深處進行開挖，使得原本是流水型的池泉改造為帶有水面停滯的形式。

與靠近屋敷的部分相比，西南側具有較寬廣的空間，池泉深到能乘船遊玩，而且護岸和池底的結構亦大相逕庭。護岸採用如同堀的護岸一樣之石積構造，池底則未鋪設貼石。位在東南隅的表門，經過時代變遷而拆除，之後於平成20年（2008年）重建附有脇戶的冠木門。

### 大石賴母助屋敷
該屋敷的主人是大石良雄的叔父大石良重，因後者受藩主長直的重用，而被賜予該屋敷。山鹿素行被流放至赤穗時，曾在該屋敷的一隅度過八年的歲月。經過挖掘調查，發現屋敷的土牆根基、建物礎石群、引水道等遺構。平成21年（2009年），重建藥醫門形式的屋敷門。
該屋敷北邊本來有二之丸城壁，並設有一重櫓，現今只剩櫓台遺構。由櫓台至二之丸門的城壁石垣，因作為災後修復材料而被拆除，僅存30公分高城牆土壘的基底。櫓台西側的石垣內側之土壘法尻則發現腰卷石垣，使用花崗岩和流紋岩堆積而成，現狀約1.4公尺高。

### 西中門跡
位在二之丸的西側，為通往三之丸的門。寬度2間餘，建坪6坪。根據調查，從西中門通往三之丸間設有土橋，該土橋相對於門跡約向南偏移2.4公尺建造。

### 西仕切和西仕切門
西仕切是將二之丸切割南北兩區的城壁，以石垣為底，再加上土牆構成。其中設有名為西仕切門的小門，是個附有控柱的棟門，兩側與仕切石垣相連。又稱作「透シ門」，推測是因為門扉上有一部份沒張貼橫板的關係。平成21至22年（2009至2010年），完成復元整備的作業。

### 花見廣場（元祿櫻苑）
位在二之丸西南側的池泉。該池泉用於引入本丸堀的溢水，並將水排放至城外。現今池泉已復元，並種植18種類、200多棵的櫻花樹，作為市民的休憩場所。

### 水手門跡
位在二之丸的南端，面向海或灘涂的門。寬度1丈、高2間餘、建坪4坪。門的周圍為了讓船隻出入，將城牆大幅向內收縮，並以緩和的曲線與西方的南沖櫓台連接。門的前面設置船隻停泊的雁木，和防波用的突堤。現今殘留門的礎石，另外於平成10年（1998年）復元雁木和突堤。

### 米藏跡
位在水手們的內側，用於儲藏從水手門卸貨的米等物資。現在已整備成仿照米藏設計的休憩所。

### 南沖櫓台、潮見櫓台
南沖櫓台位在從水手門向西側延伸的城牆末端，本來具有二重櫓，現僅剩長4間2尺、寬3間4尺的櫓台。與南沖櫓共同監視城南面的潮見櫓，該櫓位在東南隅，有長3間5寸、寬4間2尺的櫓台之二重櫓，現僅殘存櫓台的石垣。

### 東仕切門
與本丸天守台東側的堀相接的東仕切石垣上，曾設有面向東邊的小門。該東仕切門的北側是作事小屋，南側是馬場。現今石垣與門跡皆已埋沒。平成26年（2014年），有對該處的一部份進行調查與整備。

### 二之丸東北隅櫓台
位在二之丸東北隅、清水門南側的二重櫓，其櫓台長3間半、寬4間1尺。該櫓台石垣於明治25年（1892年）因作為洪水災後復原的材料而拆除，後在平成8年（1996年）復元。

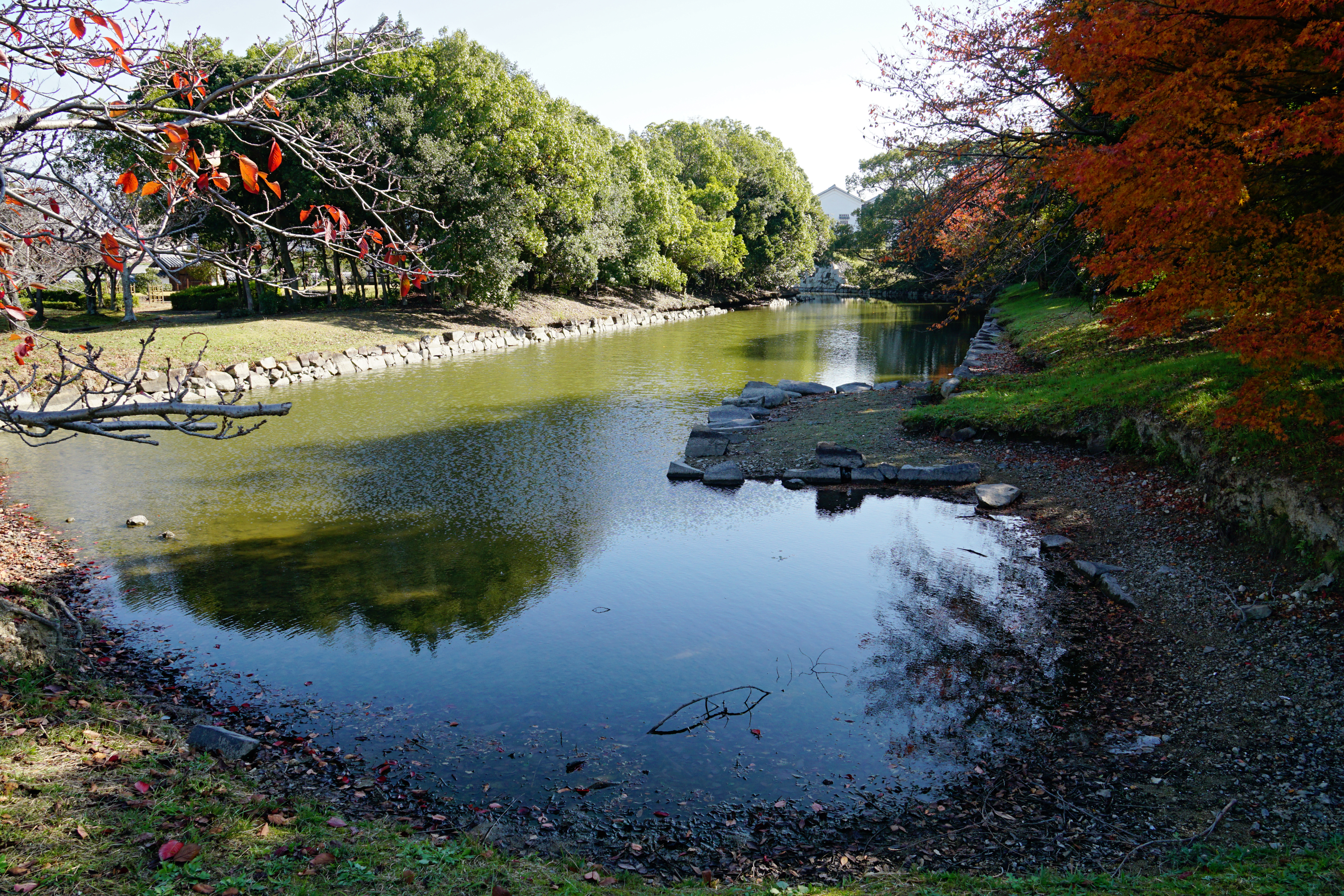
二之丸門跡
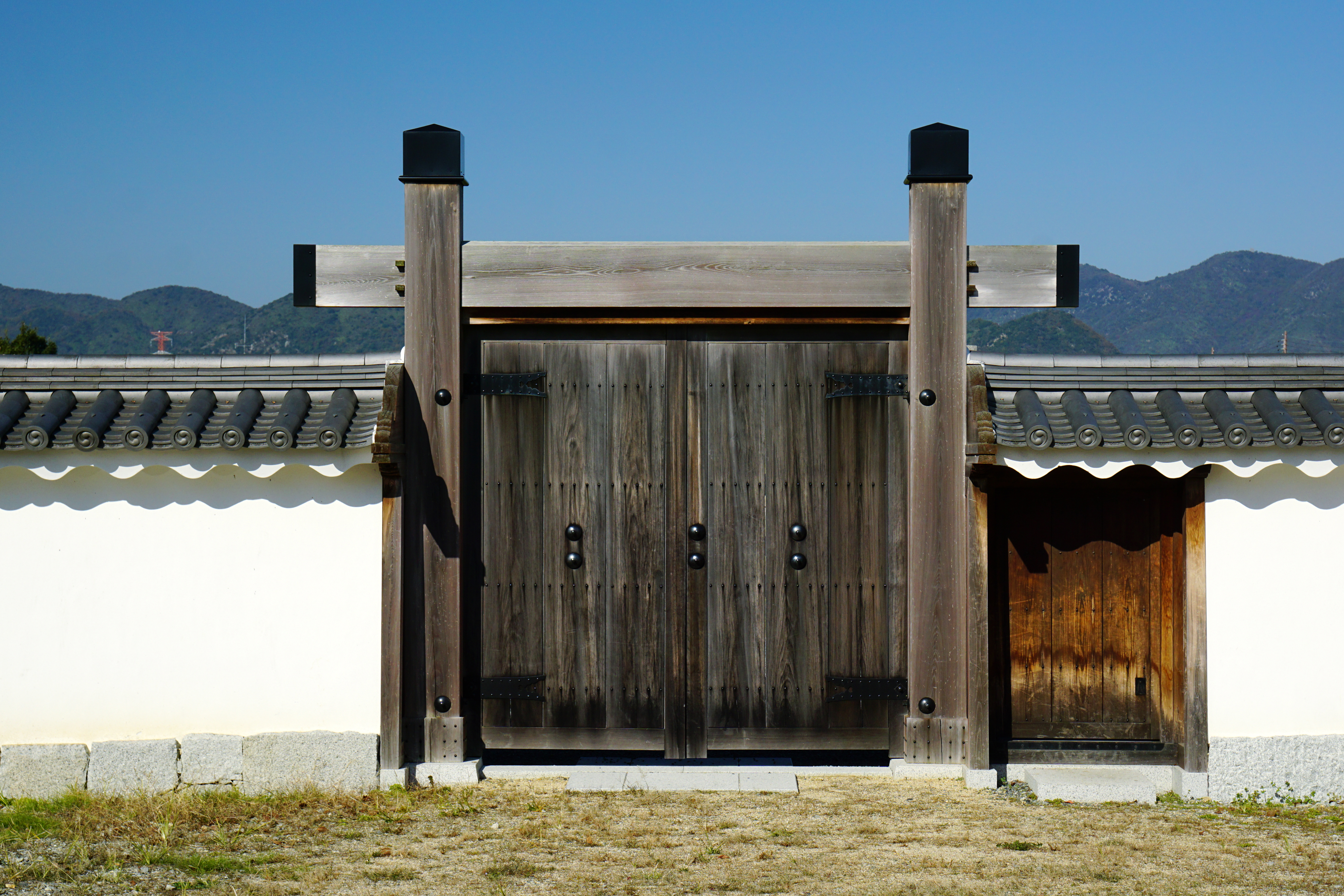
二之丸庭園表門
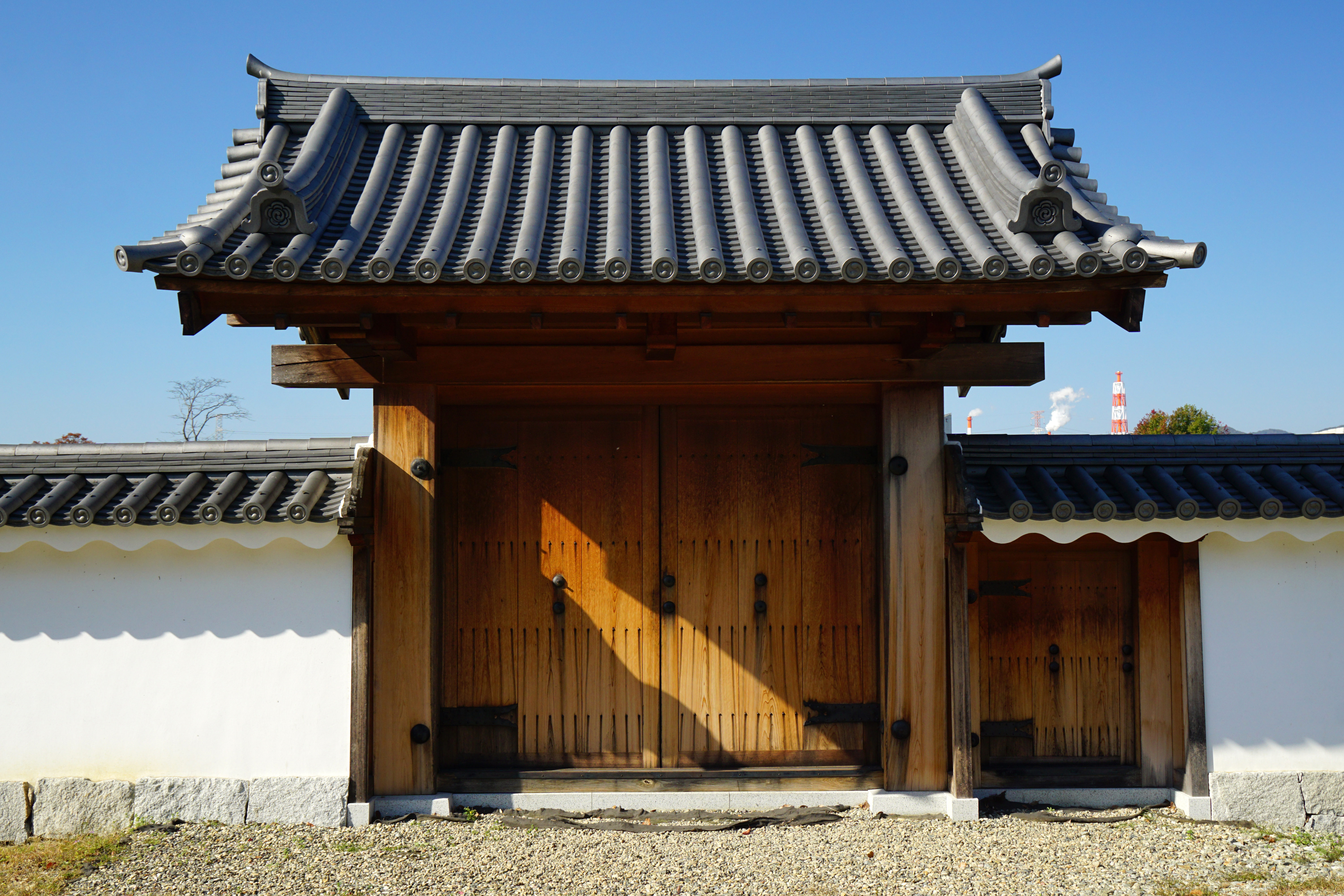
大石賴母助屋敷門
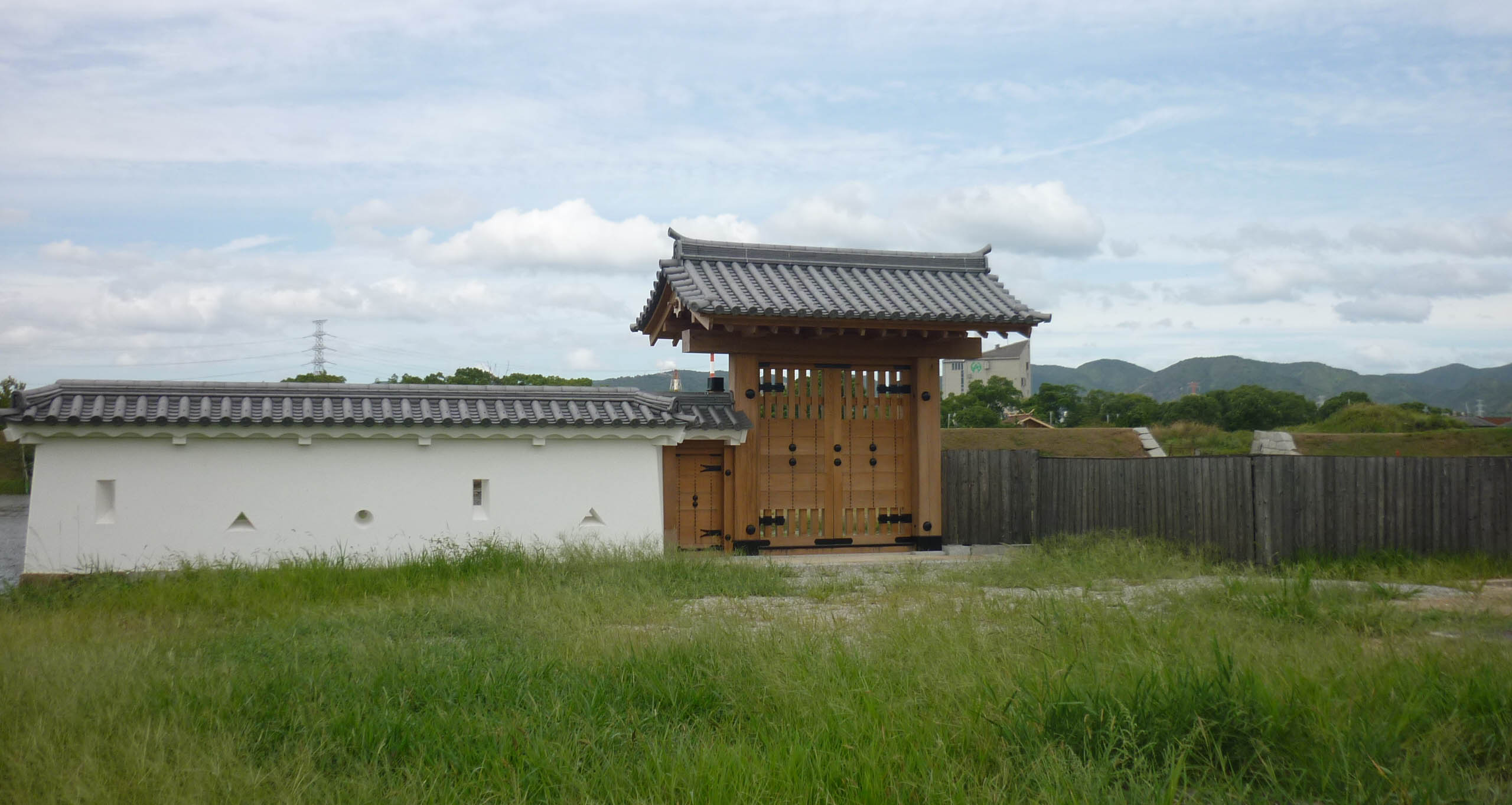
西中門跡
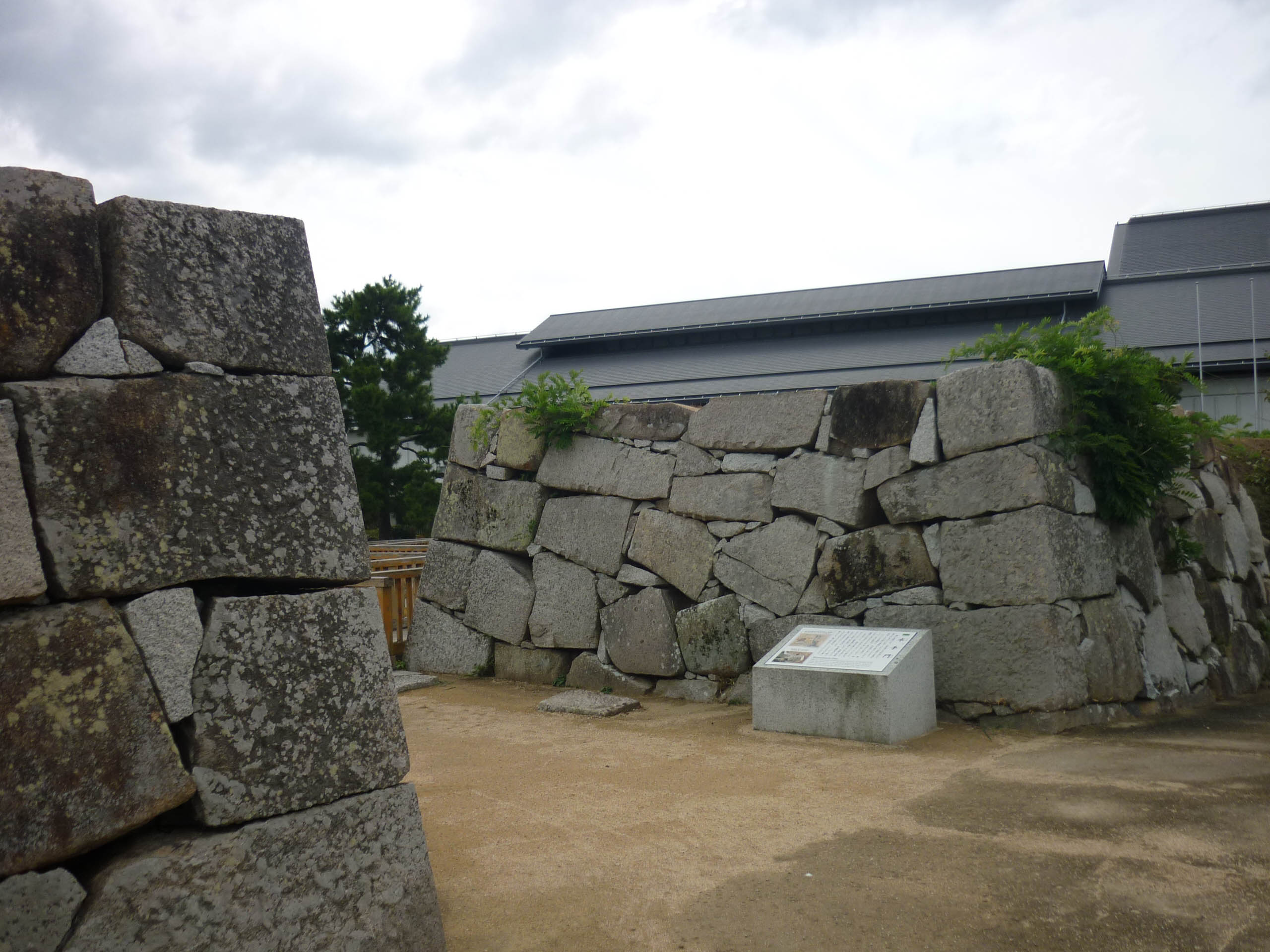
水手門跡
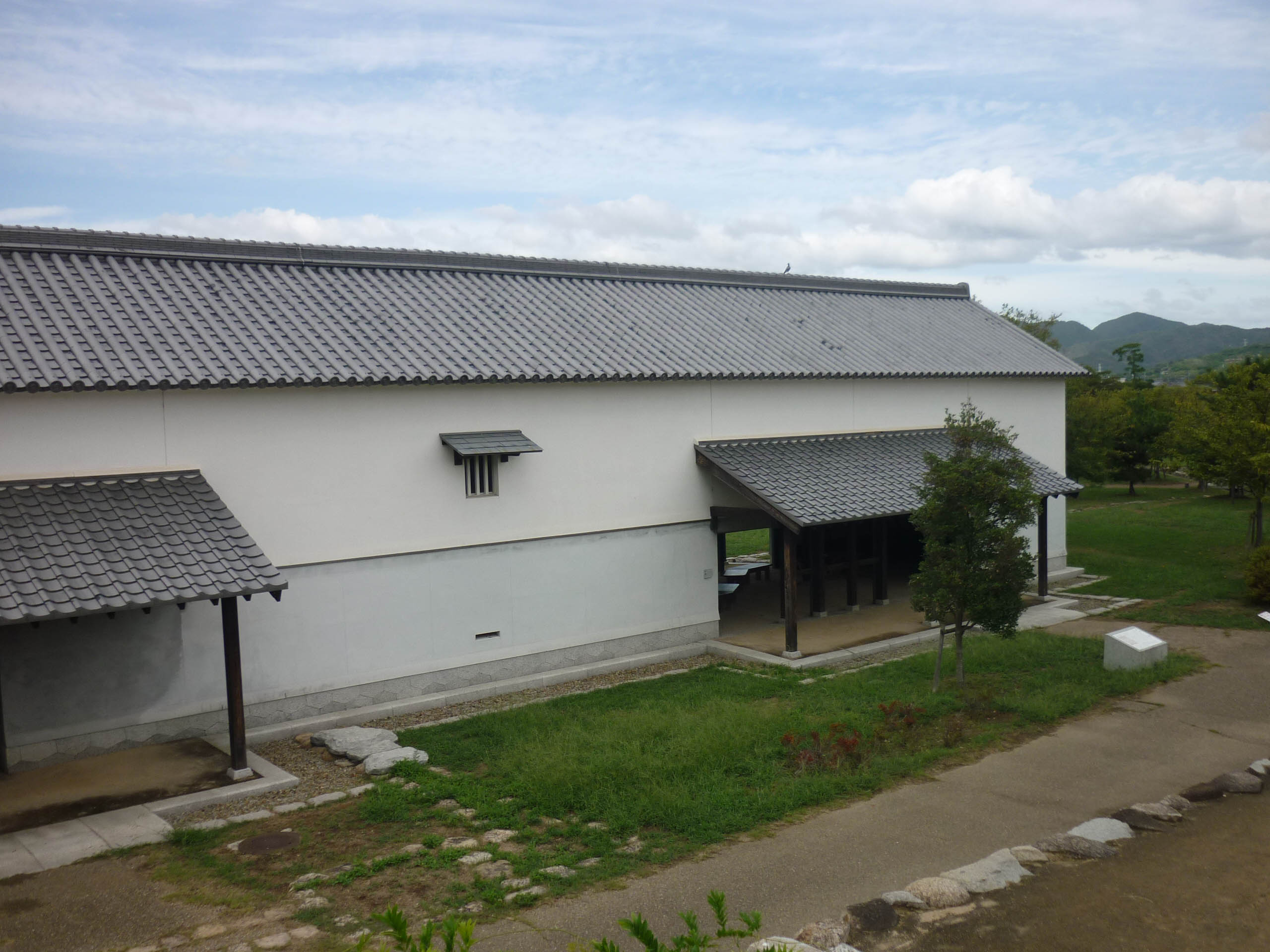
米藏跡
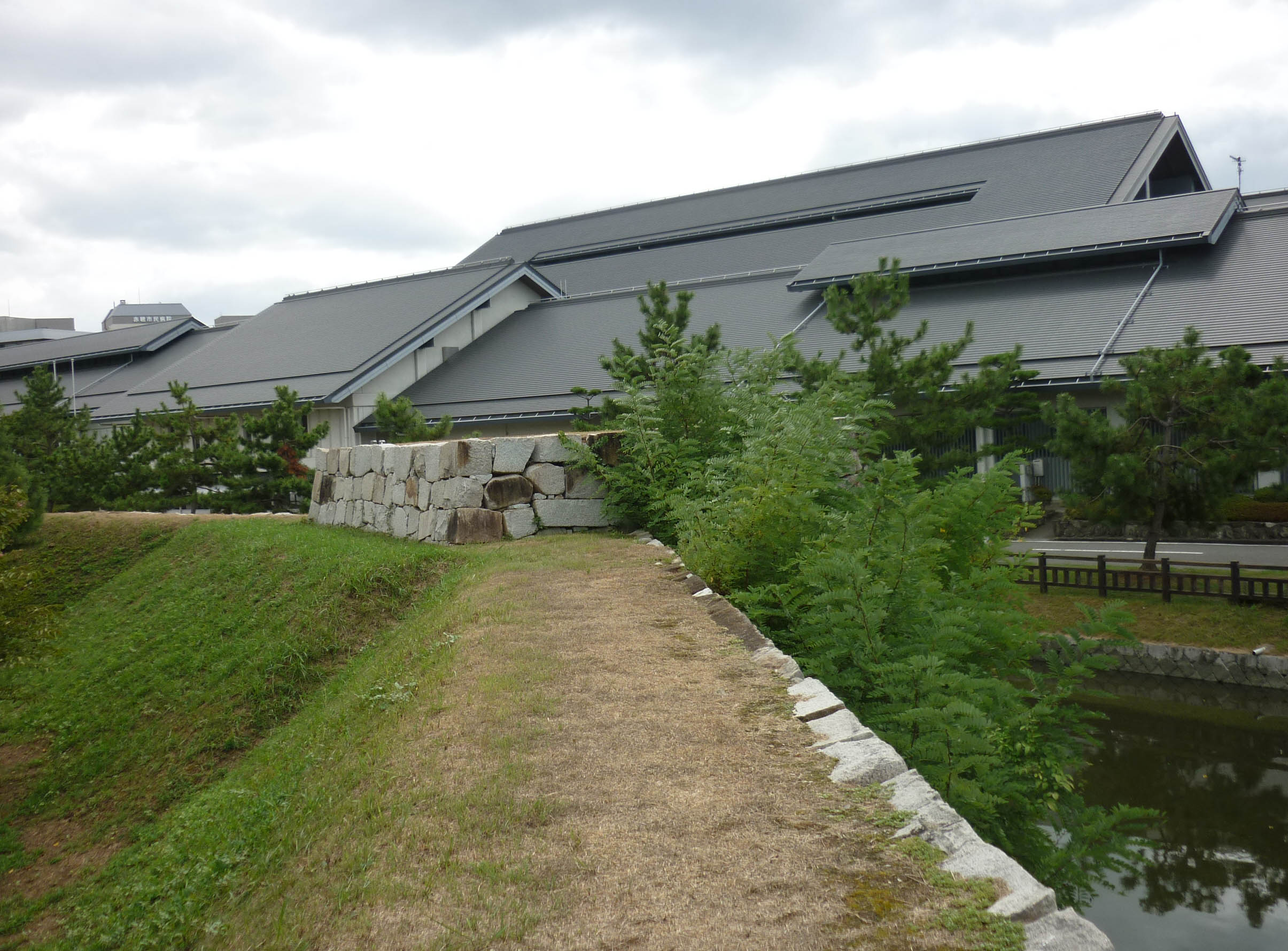
南沖櫓台
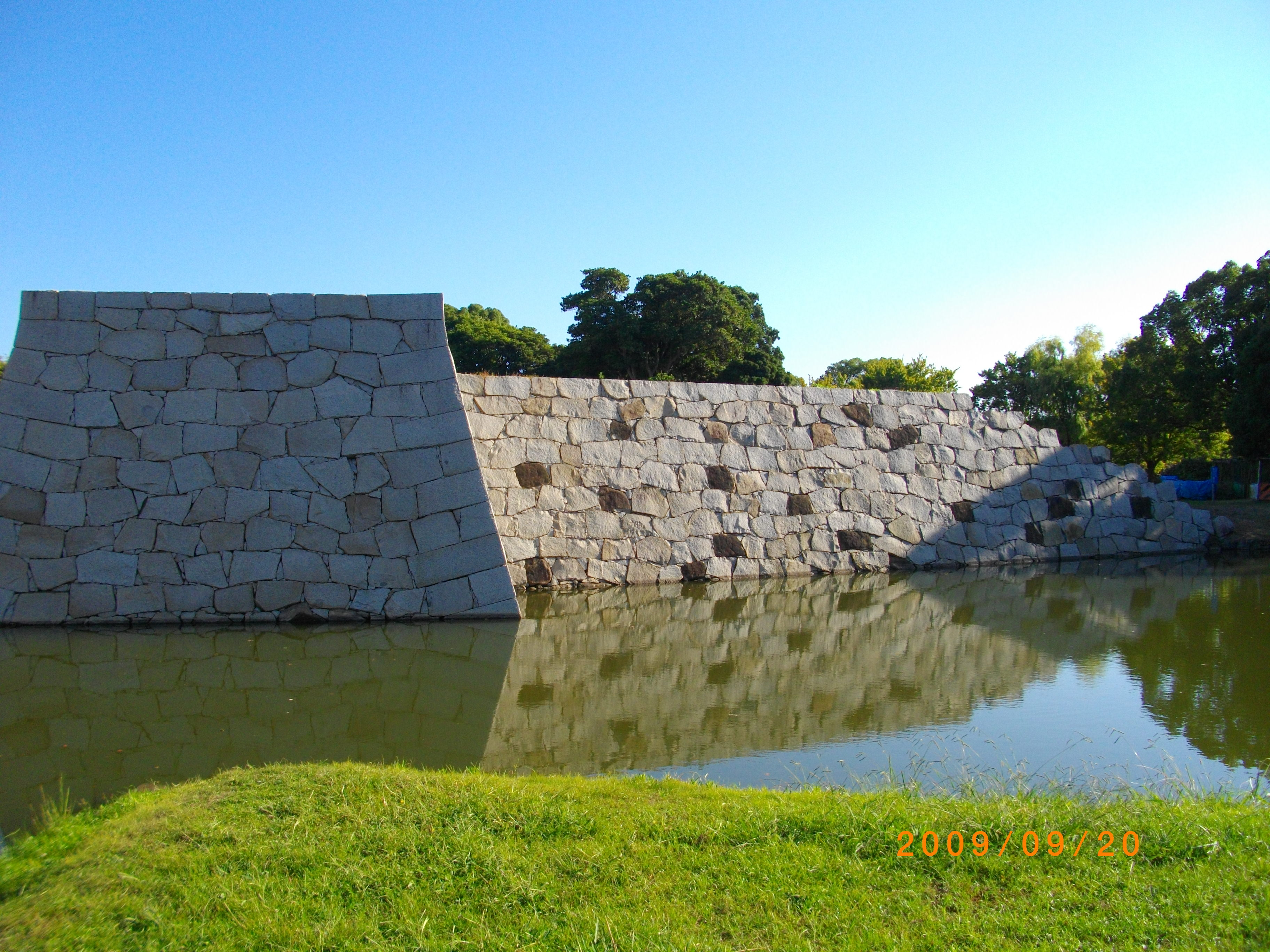
二之丸東北隅櫓台

### 大手門、大手隅櫓
大手門的虎口為內枡形，由東面的高麗門和南面的櫓門組成。明治初期兩座城門都已經消失，於昭和30年（1955年）只有高麗門與大手隅櫓一同被重建。大手隅櫓是位在大手門的北面，具有長4間半、寬3間半的櫓台之二重櫓。

### 近藤源八宅跡長屋門
該門是負責設計赤穗城的近藤正純之子——近藤源八正憲的屋敷之長屋門。近藤源八繼承父業，研修甲州流，擔任淺野氏的軍師，身居領一千石的要職。屋敷面寬33間、縱深31間，其長屋門約有三分之一仍保留著，該門於平成10年（1998年）被指定為赤穗市指定文化財，後進行復元整備。

### 大石良雄宅跡長屋門
作為家老的大石氏在大手門西側建設宅邸，規模面寬28間、縱深45間，在庭院設有池泉。大正12年（1923年），該宅邸以「大石良雄宅跡」之名被指定為國之史跡。現今已變為大石神社的一部份，僅殘存面向道路的長屋門，該門於昭和54年（1979年）進行翻修整理。

### 三之丸東隅櫓台、西隅櫓台
東隅櫓台位在清水門北側與大手門之間。該櫓台長3間5尺、寬4間1尺，曾經在此上面建造二重櫓，現在殘留隅櫓礎石。西隅櫓台位在塩屋門南側，長3間半、寬4間半，也曾有二重櫓。該槽台向西南方向延伸出一道區分沼澤與武士屋敷的堤防，在櫓台下方附近則設有用來調節三之丸外堀水量的水門。

### 清水門跡
又名「川口門」。門外有沿著熊見川所建的米藏、藥菸場、番所等。現在米藏跡已變為赤穗市立歷史博物館。平成3年（1991年），對門前面的橋石垣挖掘調查和復元整備。

### 武家屋敷公園
位在清水門的西側，在淺野氏時期氏坂田式右衛門的屋敷。昭和58年（1983年），復元門和土牆，並重現房間的大體結構和建設井戶屋形、四阿。另外，種植當時生活中常見的花草，再現當時侍屋敷的容貌。

### 船入跡
該遺跡原本是供船隻停靠之用。經過調查，入口的寬度5.27公尺，通過入口後內部呈扇形擴展，護岸為高約2.5公尺的石垣，並設有棧橋狀的突堤。另外，在該遺跡的南側曾設有一重櫓，現僅存櫓台的石垣。

### 干潟門跡、西南隅櫓台
干潟門是位在三之丸的南端，面向城外的灘涂之門。根據古繪圖，該門應為高麗門類型。門內疑似設置蔀土居，但已遭破壞無法確認。在干潟門的西側城壁隅角是西南隅櫓台，往時是有寬3間半、長4間1尺5寸基底的二重櫓。

### 塩屋門跡
作為搦手門的塩屋門由枡形架構和高麗門構成。枡形內設有太鼓櫓，推測是向門外的侍屋敷發送訊號。現今枡形石垣仍殘存，枡形內部的雁木坂與枡形曲折的石垣構造亦可見到。

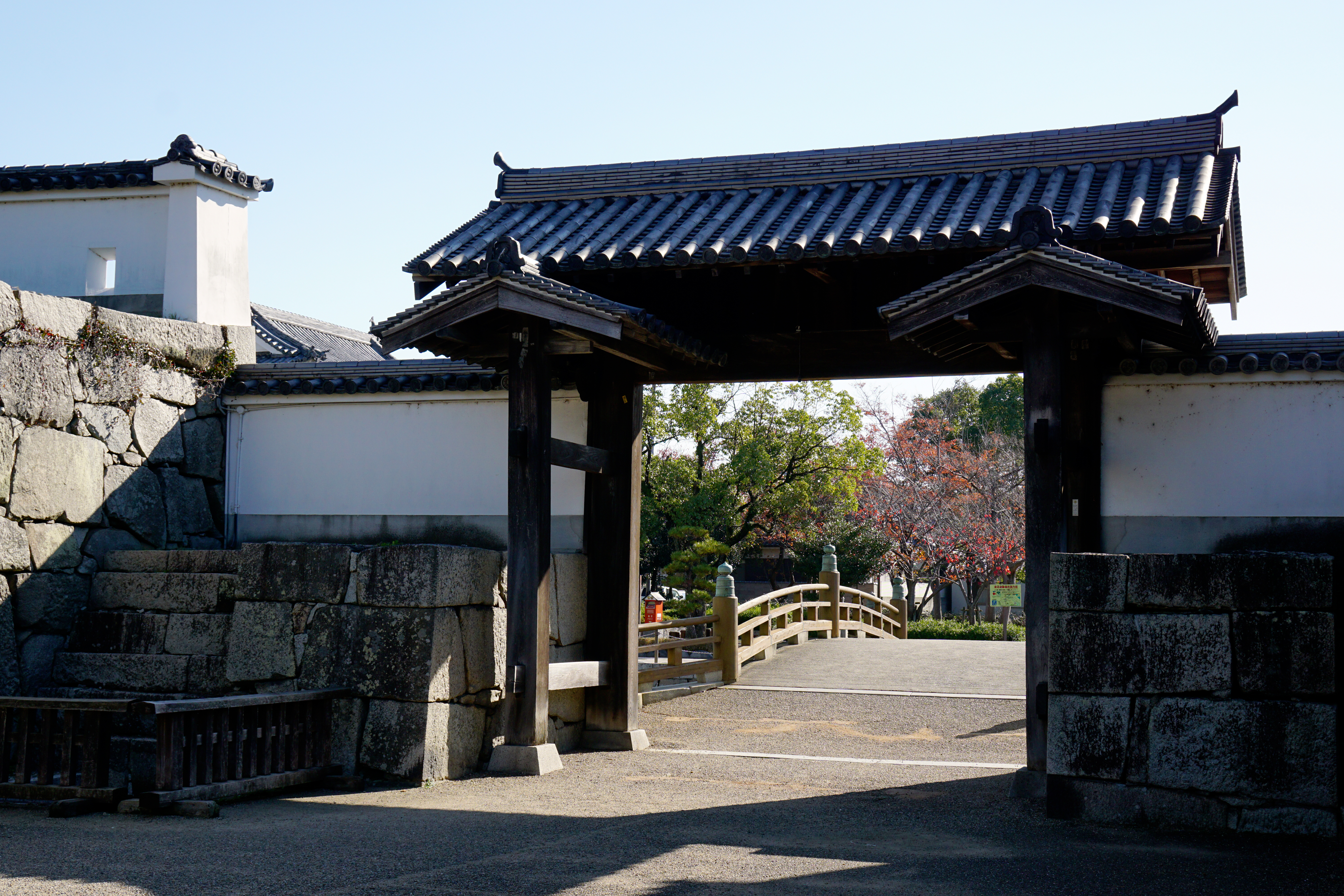
大手門
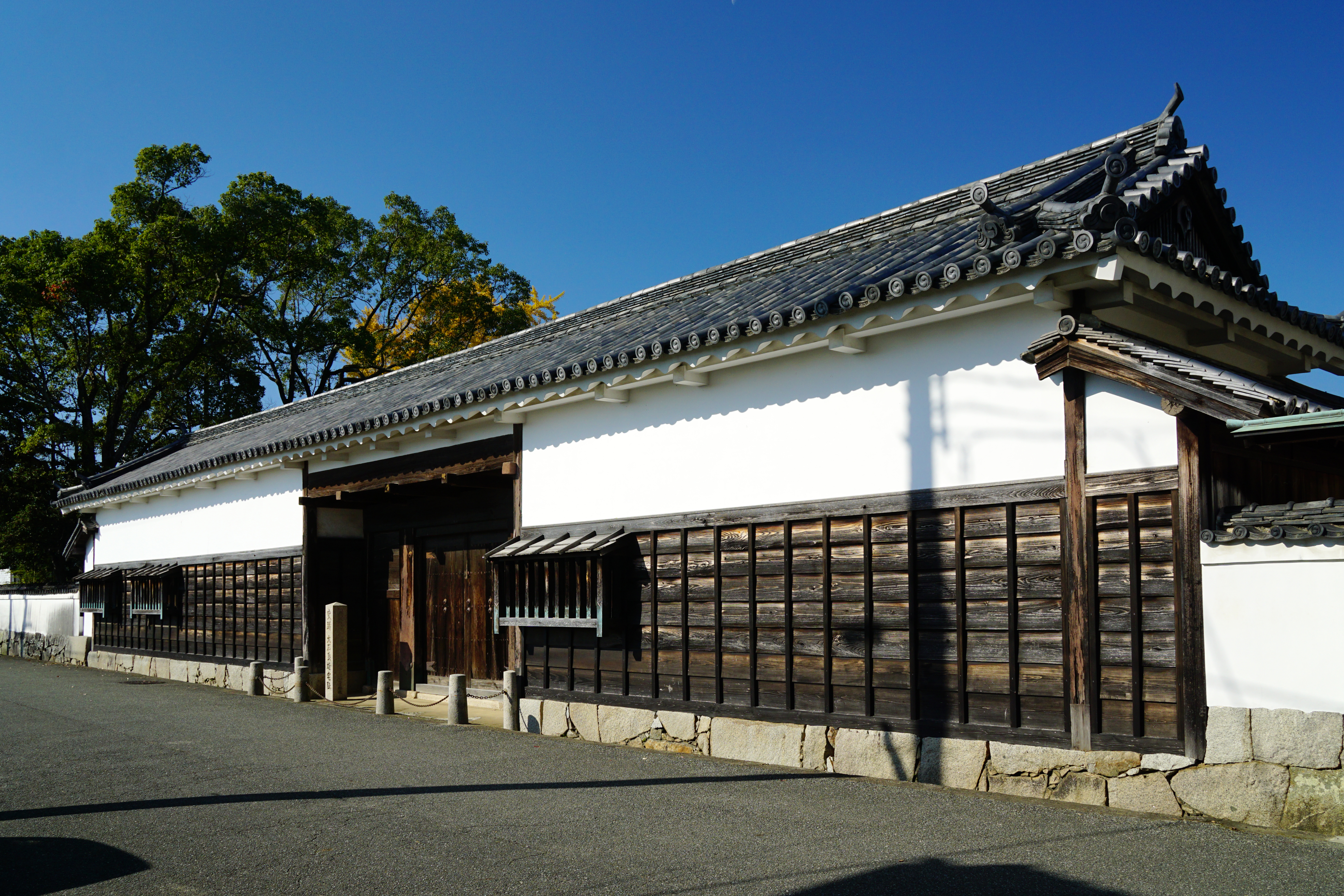
大石良雄宅跡長屋門
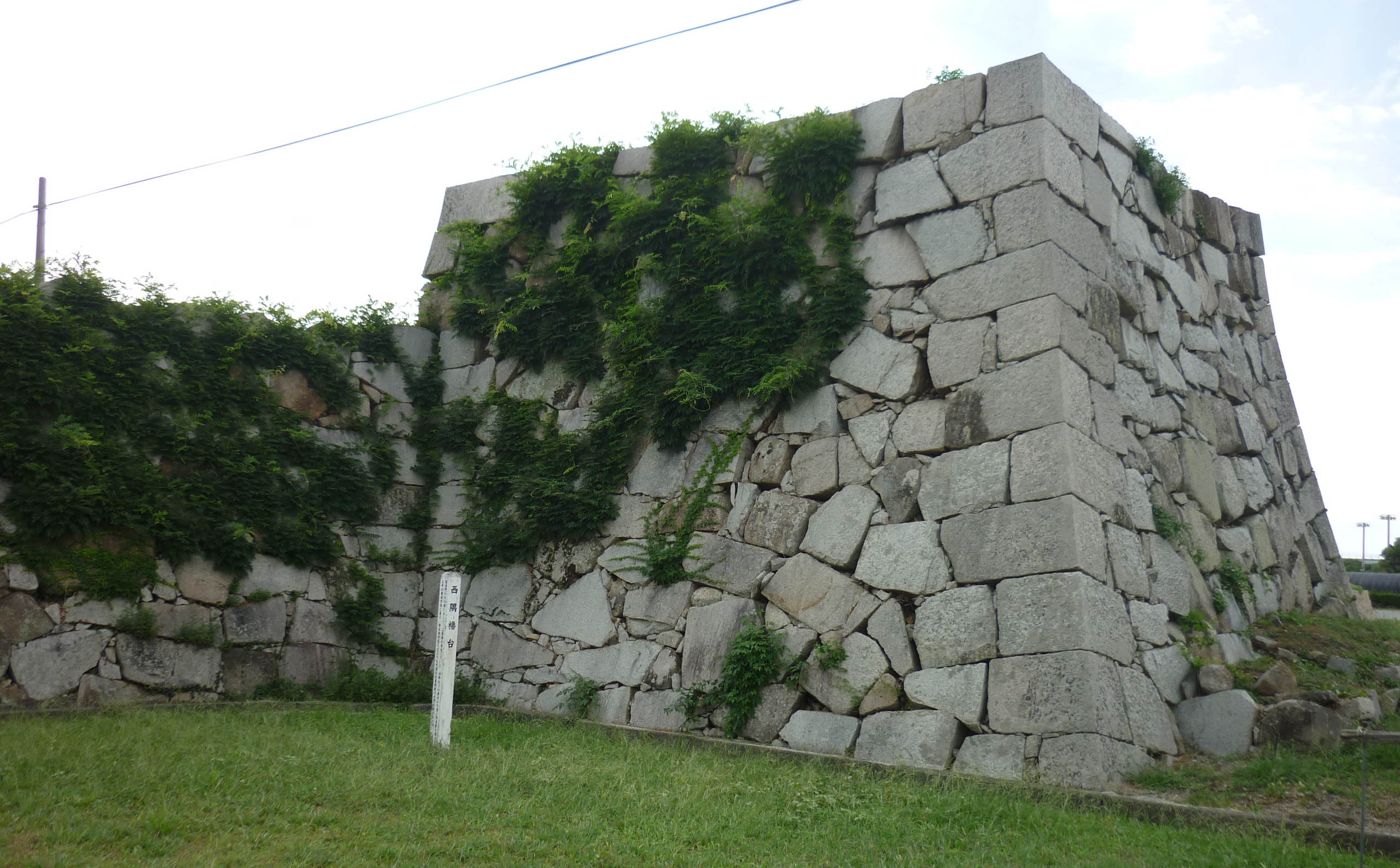
三之丸西隅櫓台
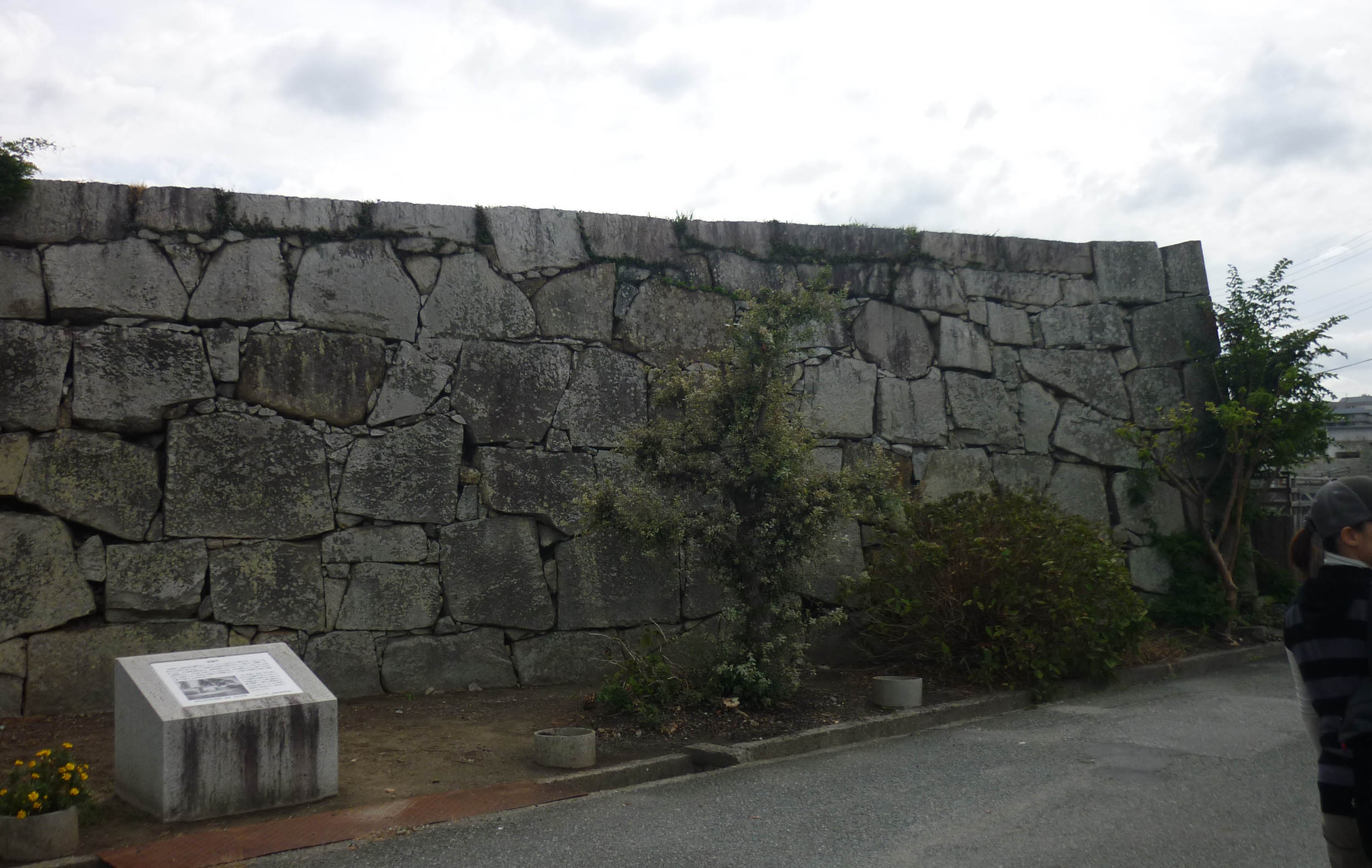
塩屋門跡

## 註解
1. ↑  為了防盜與防火，把四周牆面用土或漆喰塗抹加固的倉庫。
2. ↑  在大名屋敷內，用貼有金箔的拉門或牆壁隔開的房間。
3. ↑  在石垣上建造的長屋式建築。兼具武器庫和防禦牆的功能。其名源自松永久秀於大和國所築的多聞山城（日语：多聞山城）之建築形式。
4. ↑  淺野氏時期變為東方周世峠。
5. ↑  築於虎口內側直線狀的土壘。
6. ↑  為了讓持武器的士兵就位而設立的石階。

## 外部連結
- 赤穗城官方網站
- 赤穗城跡 - 赤穗觀光 FEEL AKO TIME
- 赤穗城 - 兵庫官方觀光網站
- 赤穗城 - 兵庫縣立歴史博物館
- 赤穗城 - 漫遊日本
- 赤穗城跡 - JRおでかけネット